# Симфонія № 2 (Моцарт)
Симфонія № 2, мі-бемоль мажор, симфонія, яку приписують Вольфгангу Амадею Моцарту, хоча імовірно вона написана його батьком — Леопольдом.
Структура:
1. Allegro
2. Andante
3. Menuetto I & II
4. Presto

## Ноти і література
Вікісховище має мультимедійні дані за темою: Симфонія № 2 (Моцарт)
- Ноти [Архівовано 30 вересня 2010 у Wayback Machine.] на IMSLP
- Dearling, Robert: The Music of Wolfgang Amadeus Mozart: The Symphonies Associated University Presses Ltd, London 1982 ISBN 0-8386-2335-2
- Kenyon, Nicholas: The Pegasus Pocket Guide to Mozart Pegasus Books, New York 2006 ISBN 1-933648-23-6
- Zaslaw, Neal: Mozart's Symphonies: Context, Performance Practice, Reception OUP, Oxford 1991 ISBN 0-19-816286-3